# Illusion Labs
Illusion Labs — разработчик и издатель видеоигр со штаб-квартирой в Мальме, Швеция, основанный осенью 2007 года. Компания занимается разработкой приложений и игр для iOS и Android.

## Продукты
Illusion Labs выпустила ряд игр для разных платформ.
- Labirynth (2008)
- Touchgrind (2008)
- Sway (2009)
- Labyrinth 2 (2009)
- Blast-A-Way (2012)
- Mr. Crab (2013)
- Touchgrind Skate 2 (2013)
- Rocket Cars (2014)
- Touchgrind BMX (2014)
- Nono islands (2015)
- Mr. Crab 2 (2016)
- Bacon Escape (2017)
- Bacon Escape 2 (2018)
- Touchgrind BMX 2 (2018)
- Way of the Turtle (2019)